# 圣奥德
圣奥德（法語：Sainte-Ode，法語發音：[sɛ̃t ɔd]）是比利时瓦隆大区盧森堡省巴斯托涅区的一个市镇，通行法语，是比利时法语社群的一部分，面积97.87平方千米，人口2,557人（2018年1月1日）。